# Ruisseau de la Nevère
Pour les articles homonymes, voir Lizet.
Le ruisseau de la Nevère est une rivière du sud-ouest de la France c'est un affluent de l'Osse sous-affluent de la Garonne par la Baïse et la Gélise.

## Géographie
De 10,2 km de longueur, le ruisseau de la Nevère prend sa source sur la commune de Lagardère, à 186 m d'altitude,  dans le département du Gers sous le nom ruisseau de Pouchet puis prend le nom de ruisseau de la Nevère et se jette dans l'Osse, à 82 m d'altitude, sur la commune de Mouchan sous le nom de ruisseau de Manipau.

### Départements et communes traversés
Dans le seul département du Gers, le Ruisseau de la Nevère traverse les cinq communes, de l'amont vers l'aval, de Lagardère (source), Valence-sur-Baïse, Mansencôme, Cassaigne, Mouchan (confluence).
Soit en termes de cantons, le ruisseau de la Nevère prend source dans le canton de Baïse-Armagnac, conflue dans le canton d'Armagnac-Ténarèze, le tout dans l'arrondissement de Condom.

### Bassin versant
Le ruisseau de la Nevère traverse une seule zone hydrographique L'Osse du confluent du Jouanhaut (inclus) au confluent du Manipau (O687) de 435km2 de superficie.

## Affluent
Le Ruisseau de Nevère a un seul affluent référencé :
- Ruisseau d'Ourzan (rd), 3 km sur les quatre communes de Mouchan, Cassaigne, Larressingle, Condom.

Donc son rang de Strahler est de deux.